# 1920-as horvát parasztfelkelés
Az 1920-as horvát parasztfelkelés más néven Križi Köztársaság (horvátul: Kriška republika) a horvát parasztok lázadása volt 1920. szeptember 4–12-én a nem sokkal korábban megalakult Szerb-Horvát-Szlovén Királyság Zágráb városától északnyugatra és nyugatra fekvő vidékén. A Križ városa körül összpontosuló lázadás túlnyomórészt gazdasági sérelmekkel és a hadkötelezettséggel szembeni ellenállás eredménye volt Horvát-Szlavónországban. A lázadás közvetlen kiváltó oka az volt, hogy a Szerb Királyi Hadsereg az első világháború befejezése után a térség közrendjének fenntartásával kampányt indított az állatok katonai célú nyilvántartásba vételére és megjelölésére.
Az első fegyveres összecsapások Gerzence (Garešnica) és Grobosinc (Grubišno Polje) környékén zajlottak, és gyorsan átterjedtek Križre. Innen a lázadás északnyugatra, Zágráb felé terjedt, különösen Dugo Selo, Kloštar Ivanić és Szentivánzelina (Sveti Ivan Zelina) területére. Az erőszak terjedésének másik iránya a délkeleti Popovača és Kutenya (Kutina) városokra irányult. Összecsapásokról számoltak be Belovár (Bjelovar) és Sziszek (Sisak) térségében is. Miközben a lázadó parasztok lefegyverezték a csendőrség helyőrségeit, és több városban és faluban átvették az önkormányzati épületeket, a katonaság által küldött erősítéseknek sikerült visszaállítaniuk a terület feletti kormányzati ellenőrzést.
Az eseményeket Matko Laginja horvát bán korabeli jelentése részletezte, amely a gazdasági sérelmeket jelölte meg a lázadás fő okaként, de emellett legalább részben a Stjepan Radić vezette Horvát Népi Parasztpártnak tulajdonította az erőszakot. Nincs bizonyíték arra, hogy az akkor börtönben lévő Radić vagy a párt szervezte volna a lázadást, de tagjai támogatták, részt vettek benne és – legalábbis bizonyos területeken – vezették is azt. Különösen hangos vezetője volt a križi lázadásnak Filip Lakuš. A lázadással való kapcsolat a horvátok körében a közelmúltban megtartott helyhatósági és a Szerb, Horvát és Szlovén Királyságban még abban az évben megtartott parlamenti választások között hozzájárult Radić pártja népszerűségének növeléséhez. Így a korábban viszonylag kisebb párt a két világháború közötti időszak legnagyobb horvát politikai pártja lett.

## Előzmények
Az első világháború utolsó évében a Horvát-Szlavóniai Királyságban – mely akkor Ausztria–Magyarország része volt – besorozott újoncok körében elterjedt az osztrák–magyar hadseregből való dezertálás. A zöld káderek néven ismert dezertőrök a banditizmusra és az államhatalmat, mint igazságtalant elutasító parasztok önkéntes támogatására hagyatkoztak. A katonai és polgári hatóságokkal szembeni ellenállásként a zöld káderek és a parasztság nagy része különösen ellenezte a katonai szolgálatot és az adózást.
Ausztria-Magyarország 1918-ban vereséget szenvedett és szétesett. A monarchia veresége után az egykori monarchia délszláv lakta területeiből a Szlovének, Horvátok és Szerbek Államaként (SSCS) megszervezett rövid életű képződmény az újonnan megalakult Szerb-Horvát-Szlovén Királyság része lett. Az új ország a háború előtti Szerb Királyság köré épülő unióként jött létre. Az egyesülésről szóló döntést felgyorsították, mivel az SSCS Nemzeti Tanácsa egyre jobban félt a vidéki zavargásoktól, a londoni szerződésben megfogalmazott olasz területi követelésektől, valamint azoktól az állításoktól, amelyek szerint Anton Lipošćak gyalogsági tábornok Habsburg-párti puccsot tervezett. Mivel a Lipošćak-ügy utóhatásaként az egykori osztrák-magyar területeken létrehozott katonai egységeket, mint megbízhatatlanokat, feloszlatták,a Nemzeti Tanács behívta a Szerb Királyi Hadsereget az egykori osztrák-magyar területekre.Ott a közrend védelme volt a feladata. Ebben a feladatban a hadsereget 1919 elején az újonnan felállított fegyveres csendőrség váltotta fel.
Az új állam létrehozásának politikai ellenfelei közé tartozott Horvátország-Szlavóniában a Horvát Népi Parasztpárt (HPSS) – ez a háború előtt viszonylag kis létszámú párt, amely részben pacifizmusa és (végső soron) republikanizmusa miatt került előtérbe. A HPSS népszerűségének növekedése egybeesett a horvát-szlavón vidéken 1918–1919 telén felerősödő erőszakkal, valamint az 1918-as zágrábi tiltakozással, amelyet brutálisan lefojtottak. Miután a „semleges horvát parasztállam” létrehozását támogató, párt által indított petíció hat hét alatt több mint 115 ezer aláírást gyűjtött össze, a párt gyűléseit betiltották, vezetőjét, Stjepan Radićot pedig 1919 márciusában letartóztatták, és csaknem egy évig börtönben tartották. A hatóságok azzal vádolták a HPSS-t, hogy aláássa az állami tekintélyt, és törvényen kívülieket támogat. Ennek során a hatóságok nem tettek különbséget a HPSS militarizmusellenessége és az 1919-ben az orosz hadifogságból hazatérő katonák Mariborban, Varasdon és Eszéken lezajlott lázadásaival kapcsolatos bolsevizmus között. A HPSS a parasztokat igyekezett megszólítani, mivel vezetői a Szerb-Horvát-Szlovén Királyságot Ausztria-Magyarországgal azonosították, rámutatva, hogy mindkettőt csak az adók kivetése és a parasztok besorozása érdekli. 1919-re a horvát hátország lakossága megszálló erőnek tartotta a szerb hadsereget. Ez a felfogás nagyrészt a Koszovó jugoszláv gyarmatosításával összefüggésben az albánok elleni harcra küldött katonák behívásával, valamint a hadsereg és a csendőrség általi, bírósági eljárás nélküli büntetésként végrehajtott önkényes akciókkal szembeni ellenállásra épült. A dezertáció végül eléggé általánossá vált ahhoz, hogy a zöld káderek korlátozott újjáéledését idézze elő.

## A felkelés lefolyása
1920. augusztus végén a hadsereg kampányba kezdett a magántulajdonban lévő igásállatok megjelölésére azzal a céllal, hogy a katonai felhasználásra alkalmas állatokat megjelöljék egy lehetséges besorozáshoz, valamint lovakat és kocsikat biztosítsanak a katonai kiképzéshez. A kampány közvetlen okot adott a Zágrábtól keletre fekvő vidéken kiújuló erőszakhoz de a zavargások még mindig gazdasági kérdésekben gyökereztek. Míg Ausztria-Magyarországban a horvát parasztok számára ismert eljárás volt az állat-nyilvántartás, a megjelölés azonban újdonságnak számított. Aggályok merültek fel, hogy az állatok fizikai sérülést szenvednek, vagy a katonai szolgálatra alkalmatlannak minősített állatok elveszítik piaci értéküket. A hatóságok figyelmen kívül hagyták az aggodalmakat, így elősegítették a téves információk és a kampány motivációiról szóló pletykák terjedését.
A megkezdett jelölő kampány elleni lázadás előkészítése augusztus végén zajlott a HPSS tagjainak részvételével. A Zágrábtól délre fekvő terület helyi hatóságai először augusztus 27-én értesültek a kampány megzavarásának szándékáról, a hónap végére pedig már megjelentek az ellenállásra felszólító, a zöld káderek segítségét ígérő szórólapok. Voltak pletykák, hogy a „szerbek jönnek, és elviszik az összes állatot Szerbiába” vagy Franciaországba és az állatokat „K” és „A” betűkkel látják el jelezve, hogy átadják őket Karađorđevićéknek, illetve Sándor régensnek. Egyes esetekben a végrehajtással megbízott katonatisztek is hozzájárultak a pletykák terjedéséhez. Az egyik feljegyzett példa szerint Ivanovo Selóban a hadsereg egyik őrnagya megfenyegette a parasztokat, megkérdőjelezve ezzel a parasztok szemében a hadsereg indítékait, és a parasztok Albániába való deportálással és falujuk elpusztításával vádolták meg őket.
Szeptember 2-án a környező falvakból származó parasztok tömege gyűlt össze mintegy 80 kilométerre Zágrábtól keletre, a Grobosinc közelében fekvő Nagygordonyán (Veliki Grđevac). A felszólalók arra kérték az összegyűlt parasztokat, hogy ne fogjanak be lovaikba. Erre csendőrök védelmében a Belovár-Kőrös megyei jegyző és a megyei titkár érkezett a településre, hogy megnyugtassák a tömeget. Ezt másnap megismétlődött. Szeptember 3-án parasztok fegyveres tömege próbálta megzavarni a közeli Gerzencén a lovak megjelölésével megbízott tisztviselők munkáját, és a Matko Laginja horvát bán által készített korabeli jelentés szerint az incidensben két paraszt életét vesztette. A hatóságok Laginja felszólítására szeptember 4-én befejezték a jelölési kampányt.

### A csázmai és križi összecsapások
Szeptember 4-én Nagygordonyán ismét összegyűlt a tömeg, ahol az előző két naptól eltérően bántalmazták az érkező megyei tisztviselőket kísérő 15 csendőrt. A Laginja beszámolója szerint az összecsapásban egy paraszt meghalt és többen megsebesültek, mire a Janko Milčić százados vezette csendőrök szétszóródtak és elfutottak. Milčić eldobta egyenruháját, és a mintegy 20 kilométerre lévő Belovárba menekült. Ugyanazon a napon további összecsapásokra került sor a Belovár környékén fekvő Récse (Rača) faluban, ahol egy önkormányzati épületet foglaltak le, és felgyújtották az iratokat, valamint Ivanskában, ahol két parasztot öltek meg, amikor a 300 fős tömeg összecsapott csendőrökkel. Ugyanezen a napon a parasztok átvették az irányítást a Zágrábtól mintegy 50 kilométerre keletre fekvő Csázma város felett. Laginja szerint a mintegy 400 fős tömeg kilenc csendőrrel szállt szembe a városban, és arra kényszerítette őket, hogy mielőtt a parasztok hozzáfértek volna a kerületben és az önkormányzat épületeiben talált fegyverekhez, elmeneküljenek és bujkáljanak. Válaszul a hadsereg másnap Zágrábból egy géppuskás századot vezényelt a településre. A szeptember 8-iki halálos áldozatokat követelő fegyveres összecsapás után az erősítésnek sikerült visszaállítania a kormány ellenőrzését Csázma felett.
Szeptember 5-én egy fegyveres tömeg elfoglalta a Csázmától mintegy 15 kilométerre délre fekvő Križ város csendőrállomását, amely a lázadás központjává vált. A lázadók elvitték az ott talált fegyvereket, levágták a távíró- és telefonoszlopokat, és elfoglalták a közeli Novoselec falu vasútállomását. A következő két napon a lázadók elvitték az összes Križben fellelhető lőfegyvert, betörtek az önkormányzat épületeibe, felgyújtották I. Péter király és Sándor régens irodákban talált képeit. Szeptember 7-én Novoselec állomáson megállítottak egy vonatot, amely a hadsereg erősítését szállította Zágrábból Kutenyába, itt a lázadók és a katonák közötti összecsapás mindkét oldalon követelt halálos áldozatokat. A vonatot a parasztok irányították azzal a céllal, hogy segítsék a felkelés elterjedését a közeli városokban. A kulcsfontosságú területek járőrözésére parasztőröket állítottak fel, míg a helyi HPSS-tagok „népbíróságokat” állítottak fel. Szeptember 5-én további összecsapásokra került sor a Belovár melletti Severin és Nagypisznice (Velika Pisanica) falvakban. Ugyanezen a napon a hadsereg és a csendőrség erősítést küldött a Belovártól nyugatra és északra fekvő Farkaševac és Trojstvo falvakba, hogy elfogják a közeli magyar határon túlról érkező segítséget. A Križ térségében szeptember 9-én véget ért lázadást Križi Köztársaságnak (horvátul: Križka Republika) is emlegetik.

### Dugo seloi és szentivánzelinai összecsapások
Szeptember 6-án a nyugtalanság továbbterjedt Zágráb felé. Oborovo faluban egy körülbelül 600 parasztból álló tömeg támadta meg a csendőrséget, mielőtt (Zágrábtól körülbelül 10 kilométerre keletre fekvő Bregi és Ježevo falvakon keresztül) továbbmentek volna Dugo Selo városába. Dugo Selo csendőrcsoportjával tűzharc alakult ki, ami több órán keresztül tartott és halálos mindkét oldalon áldozatokat követelt, mire a városban helyreállt a nyugalom. Szeptember 7-én a Dugo Selo és Križ között félúton fekvő Kloštar Ivanić csendőrállomást támadták meg és foglalták el. A harcok során két vámtiszt meghalt, a közjegyzőt pedig megtámadták. A hadsereg két nappal később, szeptember 9-én visszafoglalta a várost.
Ugyanazon a napon a parasztok egy másik csoportja a Szentivánzelina városa közelében (mintegy 15 kilométerre északra Dugo Selótól) fekvő Psarjevo faluban három csendőr ellen harcolt. Szeptember 7-én reggel paraszttömeg behatolt Szentivánzelinába, ahol lövést váltottak a helyi csendőrséggel. A környéken megszakították a telefon- és távíróvonalakat, és kifosztották a helyi adminisztrációs épületeket, ami arra késztette a hadsereget, hogy mielőtt Zágrábból gyalog elindult volna Szentivánzelina felé erősítést küldjön a Zágráb melletti Szeszvetébe. Az erősítés csak délelőtt érte el a várost. Időközben Szentivánzelinában kifosztották az önkormányzati és kerületi közigazgatási épületeket és bíróságokat, valamint magánboltokat és kocsmákat. Miközben Dugo Selóban és Szentivánzelinában zajlottak az összecsapások, a Szeszvete és Szentivánzelina közötti Belovar és Maróca (Moravče) falvakban a 2000 fős tömeg kifosztotta és felgyújtotta a helyi közigazgatási irodákat. A közeli Kašinában kifosztottak egy önkormányzati adminisztrációs épületet, és megtámadták az önkormányzati hivatalnokokat.
Szeptember 8-án parasztok tömegei nyomultak Kašinából a mintegy 15 kilométerre lévő Máriabeszterce (Marija Bistrica) faluba vezető úton. A község önkormányzati épületeit és csendőrállomását kifosztották, és felgyújtották az iratokat. Mielőtt a további 20, Zágrábból autóval küldött csendőr elérhette volna a falut és vissza tudta volna állítani az irányítást a helyi csendőröket lefegyverezték. A harcokban legalább egy paraszt életét vesztette. További erősítést küldtek Zágrábból Donja Stubica és Zlatar városokba. Zlatart a Ladislavec és Mače falvakból érkező parasztok előretörése ellen hét csendőrből és több fegyveres polgárból álló helyőrség őrizte, amíg a reggeli órákban az erősítés meg nem érkezett.

### A popovačai és kutenyai összecsapások
Szeptember 7-én este a csendőrség arról számolt be, hogy a HPSS vezette tömeg kifosztotta Popovača falu vasútállomását, amely körülbelül 12 kilométerre délkeletre található Križtől. A jelentés jelezte, hogy a tömeg továbbindulhat délkeletre a közeli Kutenyába, és erősítést kért Zágrábtól. Válaszul Sziszekből, Novszkán keresztül 30 csendőrt küldtek vasúton a Kutenyától mintegy 10 kilométerre délkeletre fekvő Banova Jarugába. Ott kapcsolatba léptek további 30 csendőrrel, akiket korábban Bródból (Slavonski Brod) telepítettek a környékre, hogy biztosítsák a rendet a Zágráb–Bród vasútvonal mentén. Az egyesített csendőri erő szeptember 8-án érte el Kutenyát, hogy találkozzanak a városba bevonuló lázadó tömegekkel. Az ezt követő lövöldözésben több halálos áldozat is volt, de a csendőrök továbbra is ellenőrizték a várost.
Összecsapásokra került sor a Sziszek közvetlen közelében lévő falvakban is, ahol olyan pletykák terjedtek, hogy Horvátország minden részéről érkeznek parasztok, hogy segítsenek egy zágrábi támadásban, hogy Radićot kiszabadítsák a börtönből. Szeptember 8-án Gušćében és Topolovacon csendőrállomásokat és önkormányzati adminisztrációs épületeket foglaltak le, az önkormányzati hivatalnokokat pedig elüldözték. Szeptember 9-én este Sela község területén megrongálták a Sziszek–Zágráb vasútvonalat és kivágták a távíróoszlopokat. A lázadók rálőttek a vasút javítására küldött munkásokra. A szerelőket támadó erő 150 főből állt (forrástól függően legfeljebb 1000), akik legalább egy géppuskával voltak felfegyverkezve. Válaszul a hadsereg egy 78 fős zágrábi katonából álló századot vetett be a térség megnyugtatására. Miután az erősítés első veszteségeket szenvedett, Zágrábból egy másik gyalogos századot és egy tüzérüteget küldtek, a tüzérséget azonban nem használták. Szeptember 10-én összecsapások zajlottak a közeli Letovanić és Cerje falvakban, és az ott folyó harcokban több paraszt is meghalt. A vasút megrongálását az a pletyka motiválta, hogy a bebörtönzött Radićot vonattal szállítják át Zágrábból Belgrádba. A közeli vasúti csomópont őrzésére Lekenikbe telepített katonai egységet a következő két napon megtámadták, a hadsereg pedig szeptember 12-én visszafoglalta Letovanićot.

## Következmények
A lázadás szeptember 10-re minden területen véget ért, kivéve a Sziszek környéki területeket, különösen Letovanić közelében, ahol a harcok csak két nappal később értek véget. A lázadó parasztok szétszéledtek a Letovanić környéki erdőkben, ahol legalább szeptember 14-ig aktívak maradtak, amikor a hadsereg beavatkozásának idejére a zágrábi vasúti közlekedést is fel kellett függeszteni. A hivatalos statisztikák szerint itt összesen tizenöt parasztot öltek meg, bár ezt a számot valószínűleg alábecsülték. A hatóságok tíz másik személyt is halálos áldozatok közé soroltak: három katonát, két csendőrt, három köztisztviselőt és két pénzügyőrt. A lázadást követően a hadsereg nagyszabású letartóztatáskat hajtott végre és kifosztotta a lázadó falvakat. Mindennapossá vált a parasztok verése is. Legalább egy olyan gyilkosságot jelentettek, amikor Novoselciben egy idős férfi nem engedelmeskedett, vagy nem hallotta meg a katona parancsát, hogy guggoljon le.
Laginja szeptember 27-én bizalmas dokumentumként benyújtotta jelentését Milorad Drašković belügyminiszternek. Továbbra is ez a legrészletesebb beszámoló az eseményekről. Laginja jelentésében a lázadás okaként az általános elégedetlenséget, konkrétan az osztrák-magyar korona dinárra történő újonnan szabályozott kedvezőtlen árfolyamát, a sorkatonák toborzását, köztük az első világháborús veteránok toborzását, a hadsereg dezertálói családjainak túszul ejtését, valamint a dohányzás és a dohánytermesztés deregulációjára vonatkozó ígéret megszegését jelölte meg. A jelentés azt is megjegyezte, hogy a lázadókat a HPSS egyéni támogatói bátorították és vezették. Laginja jelentésében megemlített több HPSS-tagot, akik a felkelőket vezették vagy beszéltek velük. Ezek között szerepel Juraj Krnjević (aki később a párt vezetője lett) Ivanić-Gradban elmondott beszéde, de Laginja megjegyezte, hogy nem tudja, mi volt a beszéd célja, kivéve azt, hogy Krnjević nyugalomra intett. Amint Laginja megjegyezte, Križ térségének két különösen aktív parasztvezére volt, Filip Lakuš (aki a köztársaság létrehozását követelte Radić vezetésével) és Stjepan Uroić (mindkettő a HPSS tagja). A HPSS egyértelműen bátorította a lázadást, de nincs konkrét információ arról, hogy a pártvezetés részt vett volna a lázadás tervezésében vagy végrehajtásában, de a HPSS hírvivői nagy szerepet játszottak az eseményekről szóló információk terjesztésében, a helyi szinten a lázadó parasztok között vezető HPSS-tagokat letartóztatták, és tény, hogy a HPSS által érintett terület a legaktívabb volt a lázadás idején.
Mivel a hatóságok nem tettek nagy különbséget a HPSS központosított hatalommal szembeni elutasítása és a bolsevizmus között, a kormány lekicsinyelte a paraszti sérelmeket, és általában a bolsevik befolyást okolta a lázadásért a vidéken. Annak ellenére, hogy Radić unokaöccse, Pavle Radić 1924-ben azt állította, hogy nem a párt indította el a lázadást, Lakuš és Uroić a lázadást követően a HPSS párttagjelöltjeként támogatta a lázadást. Mindössze két hónappal a lázadás után a HPSS részt vett a Szerb-Horvát-Szlovén Királyság 1920-as alkotmányos nemzetgyűlési választásán. A szavazás eredményeként mivel Radić és a HPSS érte el a legjobb választási eredményt a horvát pártok között a Jogok Pártját, mint horvát nemzeti ügy zászlóvivőjét a HPSS váltotta fel. A HPSS jelentős javulást ért el választási eredményeiben az ugyanebben az évben tartott helyhatósági választásokhoz képest is. Például a szlavóniai régióban (amely korábban nem volt hagyományos pártfellegvár) a HPSS Verőce megyében 6%-ot szerzett a helyhatósági közgyűlésekben, Pozsega megyében 2%-ot, és Szerém megyében nem szerzett mandátumot. A nem sokkal a lázadás után tartott parlamenti választásokon a HPSS Pozsega megyében megszerezte a parlamenti mandátumok 56%-át, Verőce megyében a mandátumok 38%-át és Szerém megyében 21%-át. A választási siker annak volt köszönhető, hogy a HPSS bebizonyította, hogy egy túlnyomóan vidéki országban azonosul a parasztok problémáival, és az 1920-as parasztlázadással.

## Fordítás
Ez a szócikk részben vagy egészben  a(z)   1920 Croatian Peasant Rebellion című horvát Wikipédia-szócikk ezen változatának fordításán alapul.  Az eredeti cikk szerkesztőit annak laptörténete sorolja fel. Ez a jelzés csupán a megfogalmazás eredetét és a szerzői jogokat jelzi, nem szolgál a cikkben szereplő információk forrásmegjelöléseként.